# Ignacio López Tarso
Ignacio López Tarso, született: Ignacio López López (Mexikóváros, 1925. január 15. – 2023. március 11.) mexikói színész.
Szülei Alfonso López Bermúdez és Ignacia López Herrera. Testvérei Alfonso és Marta. Gyermekkorában több mexikói városban élt. Dolgozott Mexikóvárosban, mint értékesítési ügynök egy ruházati cégnél. Fiatalon lezuhant egy narancsfáról, és súlyosan megsérült a gerincoszlopa. Az ezt követő majd egy évet ágyban töltötte. Felépülése után, 1949-ben felvételt nyert 1949-ben a Mexikói Színművészeti Akadémiára. Színészi karrierje 1952-ben kezdődött.
Feleségül vette Clara Arandát, és három gyermekük született: Susana, Gabriela és Juan Ignacio, aki szintén színész lett, a művészvilágban jól ismert Juan Ignacio Aranda.
López Tarso számos színházi darabban játszott.

## Filmográfia
- La desconocida (1954)
- Chilam Balam (1955)
- Felíz año, amor mío (1955)
- Vainilla, bronce y morir (Una mujer más) (1956)
- The Soldiers of Pancho Villa (La cucaracha) (1958)
- Empty Star (La estrella vacía) (1958)
- Nazarín (1958)
- El hambre nuestra de cada día (1959)
- Ellas también son rebeldes (1959)
- Macario (1959)
- Sonatas (Aventuras del Marqués de Bradomin) (1959)
- The guns of Juana Gallo (Juana Gallo) (1960)
- La sombra del caudillo (1960)
- Y Dios la llamó tierra (1960)
- My Son, the Hero (Los hermanos del hierro) (1961)
- Rosa Blanca (1961)
- Heart of a Child (Corazón de niño) (1962)
- Días de otoño (1962)
- Furia en el edén (1962)
- The Bandit (La bandida) (1962)
- Cri Cri, el grillito cantor (1963)
- The Paper Man (El hombre de papel) (1963)
- Un hombre en la trampa (1963)
- The Golden Cockerel (El gallo de oro) (1964)
- Always Further On (Tarahumara) (1964)
- Pedro Páramo (1966)
- Las visitaciones del diablo (1967)
- Largo viaje hacia la muerte (L.S.D.) (1967)
- The Door and the Woman of the Butcher (La puerta y la mujer del carnicero), epizód: The Woman of the Butcher (1968)
- La trinchera (1968)
- La vida inútil de Pito Pérez (1969)
- La generala (1970)
- Cayó de la gloria el diablo (1971)
- The Prophet Mimi (El profeta Mimí) (1972)
- En busca de un muro (1973)
- Rapiña (1973)
- Resigned for Reasons of Health (Renuncia por motivos de salud) (1975)
- La casta divina (1976)
- The Bricklayers (Los albañiles) (1976)
- Los amantes fríos, episode: El soplador de vidrio (1977)
- The Children of the Sanchez (Los hijos de Sánchez) (1977)
- Antonieta (1982)
- Toña Machetes (1983)
- Under the Volcano (Bajo el volcán) (1984)
- The Other (El otro) (1984)
- Astucia (1985)
- Muelle rojo (1987)
- Banderas, the Tyrant (Tirano Banderas) (1993)
- Reclusorio, epizód: Quiero quedarme en la cárcel (1995)
- Santo Luzbel (1996)

Szerepei telenovellákban
- Imperio de Cristal (1994) – Don Césár Lombardo
- Esmeralda (1997) – Melesio
- Camila (1998) – Genaro
- Angela (2000) – Feliciano
- Villa Acapulco La Casa en la Playa(2000) – Don Ángel Villareal
- Hajrá skacok Vivan los Ninos(2002) – Don Ignacio Robles
- Mindörökké szerelem Manana es para siempre(2008) – Isaac Newton Barrera
- A szerelem tengere Mar de amor(2009) – Mojarras
- A végzet hatalma La fuerza del destino(2011)- Severiano
- Megkövült szívek La que no podía amar(2011) – Fermín
- Maricruz Corazón Indomable (2013) – Ramiro Olivares
- Mentir para vivir (2013) - Don Hernán
- Quiero amarte (2013) - Padre Juan
- La malquerida (2014) - Juan Carlos Maldonado
- Amores con trampa (2015) - Porfirio Carmona

## Díjai
- Golden Gate-díj (San Francisco International Film Festival 1960) a legjobb férfi mellékszereplő (Macario)
- Golden Gate-díj (San Francisco International Film Festival, 1963) a legjobb férfi mellékszereplő (The Paper Man)
- Ariel-díj (Mexikói Filmakadémia, 1973) a legjobb férfi mellékszereplő (Rosa Blanca)
- Latin Szórakoztatók Szövetsége, Kritikusok díja (2001, Egyesült Államok)
- Hispániai Örökség Társaság díja (2006, Egyesült Államok)
- Ariel de Oro (Mexikói Filmakadémia, 2007) életművért a filmiparban (Rosalío Solano operatőrrel megosztva)